# 敷田稔
敷田 稔（しきた みのる、1932年2月13日 - 2017年9月12日）は、日本の元検察官、弁護士。

## 人物
1932年2月13日福岡県北九州市生まれ。
福岡県立東筑高等学校、九州大学法学部法律学科卒業。1956年検事任官。1957年ハーバード大学ロースクール留学。

## 来歴
- 1980年 国連アジア極東犯罪防止研修所（wikidata） 所長
- 1982年 国際連合事務局出向 国連犯罪防止刑事司法部長
- 1986年 最高検察庁 検事
- 1986年 法務省 矯正局長
- 1987年 京都地方検察庁 検事正
- 1987年 国連犯罪防止犯罪統制委員会 議長
- 1990年 国際刑法刑務財団(IPPF)副会長
- 1992年 広島高等検察庁 検事長
- 1993年 名古屋高等検察庁 検事長
- 1995年 弁護士登録(東京第一弁護士会)
- 1996年 国際検察官協会副会長
- 1999年 華東政法学院（中国・上海）名誉教授
- 2002年 チュラキバンテイ大学（タイ・バンコク）名誉法学博士。勲二等旭日重光章受賞[3]
- 2017年 死去。85歳没。叙従三位[4]。